# Wereldkampioenschappen tafeltennis 2011
Het wereldkampioenschappen tafeltennis 2011 vond plaats in Ahoy Rotterdam van 8 tot en met 15 mei. De organisatie was in handen van de Stichting Tafeltennisevenementen Nederland (STN) in samenwerking met de International Table Tennis Federation (ITTF) en de Nederlandse Tafeltennisbond (NTTB) die daarmee haar jubileumseizoen afsloot. De NTTB bestond 75 jaar. Het toernooi ontving 35.000 bezoekers.

## Kwalificatie
Vooraf werden diverse kwalificatietoernooien gespeeld. Linda Creemers plaatste zich in februari voor het hoofdtoernooi, Wai-Lung Chung won het kwalificatietoernooi in Oudkarspel, Yana Timina in Tilburg.

## Wereldkampioenschap
De spelers die in de top eindigden, kwalificeerden zich rechtstreeks voor deelname aan de Olympische Spelen van 2012 in Londen. Er waren ruim 750 deelnemers uit 120 landen. Er werd gespeeld in vijf speelklassen.

## Medailles

### Medaillewinnaars
| Onderdeel        | Goud                | Zilver            | Brons                                               |
| Enkelspel (m)    | Zhang Jike          | Wang Hao          | Ma Long Timo Boll                                   |
| Enkelspel (v)    | Ding Ning           | Li Xiaoxia        | Guo Yue Liu Shiwen                                  |
| Dubbel (m)       | Ma Long Xu Xin      | Chen Qi Ma Lin    | Jeong Young-sik Kim Min-seok Wang Hao Zhang Jike    |
| Dubbel (v)       | Guo Yue Li Xiaoxia  | Ding Ning Guo Yan | Kim Kyung-ah Park Mi-young Jiang Huajun Tie Yana    |
| Dubbel (gemengd) | Zhang Chao Cao Zhen | Hao Shuai Mu Zi   | Seiya Kishikawa Ai Fukuhara Cheung Yuk Jiang Huajun |

### Medailleklassement
Dubbelparen uit verschillende landen gelden ieder als 0,5.
| Plaats | Land       | Goud | Zilver | Brons | Totaal |
| 1      | China      | 5    | 5      | 4     | 14     |
| 2      | Hongkong   | 0    | 0      | 2     | 2      |
| 2      | Zuid-Korea | 0    | 0      | 2     | 2      |
| 4      | Duitsland  | 0    | 0      | 1     | 1      |
| 4      | Japan      | 0    | 0      | 1     | 1      |
| Totaal | Totaal     | 5    | 5      | 10    | 20     |

### Nederlandse deelnemers
- Mannen: Michel de Boer, Wai-Lung Chung, Casper ter Lüün , Daan Sliepen, en Barry Wijers
- Vrouwen: Linda Creemers, Li Jiao, Li Jie, Jelena Timina, en Yana Timina

De Nederlandse Li Jie en Li Jiao plaatsten zich bij de laatste 32. Li Jie versloeg de Japanse Hiroko Fujii en kwam bij de laatste 16, Li Jiao verloor van de Spaanse Shen Yanfei.